# C. Paula Barros
Carlos Marinho de Paula Barros (Belém, 17 de janeiro de 1894 – 27 de julho de 1955) foi um proeminente poeta, historiador, teatrólogo, biógrafo e jornalista brasileiro, membro da Academia Paraense de Letras. Sua obra multifacetada abrangeu diversas áreas da cultura brasileira, deixando um legado significativo na literatura, música e jornalismo.

## Biografia e carreira
Nascido em Belém do Pará, Carlos Marinho de Paula Barros dedicou-se ao ensino e à promoção das artes. Atuou como Professor de História das Artes no Instituto Nacional de Belas Artes. Sua influência no cenário artístico e cultural do Brasil se estendeu por meio de sua liderança em importantes instituições. Ele presidiu a Associação de Belas Artes e a Associação dos Artistas Brasileiros, além de ter sido cofundador do Instituto de Língua Brasileira.
Como jornalista, contribuiu para veículos de grande prestígio como o Jornal do Brasil e o Correio da Manhã, onde suas análises e escritos enriqueceram o debate cultural da época.

## Obras e contribuições artísticas
Carlos Marinho de Paula Barros foi um autor prolífico, com 12 livros publicados. Entre suas obras mais notáveis, destaca-se a biografia O Romance de Villa-Lobos (1951), que demonstra sua profunda conexão com o universo musical brasileiro. Como letrista, colaborou em composições notáveis, como “O Canto do Pagé”, em parceria com Heitor Villa-Lobos.
Sua atuação como tradutor foi igualmente relevante. Carlos Marinho de Paula Barros traduziu para o português clássicos de Carlos Gomes, como as óperas indianistas O Guarani e O Escravo. Essas traduções foram encenadas no Theatro Municipal do Rio de Janeiro em 1935, contribuindo para a difusão da ópera nacional no Brasil. O estudo de Daniel Padilha Pacheco da Costa (2019) detalha a importância dessas retrotraduções para o cenário musical brasileiro, destacando o esforço de Paula Barros em adaptar as obras para o palco, considerando aspectos musicais e teatrais.

## Reconhecimento e legado
Carlos Marinho de Paula Barros foi eleito membro da Academia Paraense de Letras em 1936, um reconhecimento de sua importância para a literatura e cultura de seu estado natal. Além disso, atuou como conferencista sobre artes populares do Pará, demonstrando seu interesse e conhecimento sobre as manifestações culturais regionais.
Seu legado pode ser encontrado em importantes acervos e instituições culturais brasileiras, incluindo o Centro de Memória da Amazônia, a Biblioteca Pública Arthur Vianna, a Biblioteca Nacional e o Theatro Municipal do Rio de Janeiro. Essas instituições preservam parte de sua vasta produção e contribuem para a manutenção de sua memória e influência no cenário cultural brasileiro.

## Produção literária
Sua produção literária inclui uma variedade de gêneros, como poesia, poema-romance, narrativa e biografia. Algumas de suas obras são:
- Muiraquitãs (1928) - poesia[2]
- Calendário (1930) - poesia[2]
- Iaraporanga (1931) - poema-romance[2]
- Laguna (1943) - poesia[2]
- Legenda de glória (1950) - poesia[2]
- Maranduba (1950) - narrativa[2]
- O Romance de Villa-Lobos (1951) - biografia[2]